# 知的財産管理技能士
知的財産管理技能士（ちてきざいさんかんりぎのうし）は、技能検定制度の一種で、国家資格である。略称は知財技能士。
職業能力開発促進法第47条第1項により厚生労働大臣が指定する指定試験機関（一般社団法人知的財産教育協会）が実施する知的財産管理に関する学科及び実技試験に合格した者をいう。2008年に技能士に新たに追加された職種である。

## 概要
所属する企業・団体の職員等が企業・団体内において知的財産に関する能力を発揮するために、その能力を国が証明する資格が知的財産管理技能士である。
法律上、独占業務が付与される弁理士とは目的が異なる。
技能の内容に応じ、3級、2級、1級に区分される。
区分および試験範囲は、経済産業省「知財人材スキル標準(IPSS)」に準拠している。

### 区分
- 1級：IPSSレベル4相当とされる。知的財産管理の職種における上級の技能者が通常有すべき技能、知的財産管理に関する業務上の課題の発見と解決を主導することができる技能及びこれに関する専門的な知識の程度を基準とする。「特許専門業務」、「コンテンツ専門業務」、「ブランド専門業務」の選択作業区分がある[5]。
- 2級：IPSSレベル2相当とされる。知的財産管理の職種における中級の技能者が通常有すべき技能及びこれに関する知識の程度を基準とする。
- 3級：IPSSレベル1相当とされる[6]。知的財産管理の職種における初級の技能者が通常有すべき技能及びこれに関する知識の程度を基準とする。

## 受検資格
- 1級：2級に合格し実務経験1年以上の者、3級に合格し実務経験2年以上の者、または実務経験4年以上の者、あるいは大学または大学院において関連科目10単位以上を修得し実務経験1年以上の者、ビジネス著作権検定上級の合格者で、知的財産に関する業務について1年以上の実務経験を有する者。
- 2級：3級に合格した者、または実務経験2年以上の者、あるいは大学または大学院において関連科目10単位以上を修得した者、ビジネス著作権検定上級の合格者。
- 3級：知的管理業務に従事している者、あるいは従事しようとしている者。

### 免除制度
- 特例の移行措置により知的財産検定2級または準2級の認定者は、特別講習を受講して修了試験に2011年（平成23年）3月31日までに合格すれば、2級合格となる。また、知的財産検定1級または準1級の認定者は、特別講習を受講して修了試験に2011年（平成23年）3月31日までに合格すれば、1級合格となる。
- 大学院において関連科目20単位以上を取得して大学院を修了した者は、2級学科試験が免除される。
- 1級合格者は、異なる選択作業区分の学科試験が免除される。

## 試験内容
学科試験と実技試験がある。一般に、技能検定の実技試験では実際に作業を行わせる作業試験が主体であるが、
知的財産管理の職種における実技試験の形式は、2級および3級では筆記試験、1級では口頭試問である。
2級及び3級は学科試験、実技試験の両方に同時に合格すれば資格取得となる。
あるいはどちらかに合格し、翌々年度までにもう一方の試験に合格すれば、2級及び3級技能検定の合格者となる。
1級は学科試験に合格後、翌々年度までに実技試験に合格すれば1級技能検定の合格者となる。

### 学科試験

#### 出題形式
- 1級：筆記試験(マークシート方式4肢択一式・45問・100分・満点の80%以上で合格)
- 2級：筆記試験(マークシート方式4肢択一式・40問・60分・満点の80%以上で合格)
- 3級：筆記試験(マークシート方式3肢択一式・30問・45分・満点の70%以上で合格)

#### 試験科目
1級(特許専門業務)
- 1.リスクマネジメント
- 2.契約
- 3.エンフォースメント
- 4.資金調達
- 5.価値評価
- 6.関係法規
- 7.特許専門業務
  - 7-1.特許戦略
  - 7-2.法務
  - 7-3.情報・調査
  - 7-4.国内権利化
  - 7-5.外国権利化
  - 7-6.特許関係法規 : 民法（総則、担保権、債権）、民事訴訟法、不正競争防止法、独占禁止法、下請法、不当景品類及び不当表示防止法、関税法、ＴＲＩＰＳ協定、憲法、刑法、商法、会社法、民事執行法、民事保全法、これらの関連法規（判例を含む）についての専門的な知識。

1級(コンテンツ専門業務)
- 1.リスクマネジメント
- 2.契約
- 3.エンフォースメント
- 4.資金調達
- 5.価値評価
- 6.関係法規
- 7.コンテンツ専門業務
  - 7-1.コンテンツ開発戦略
  - 7-2.コンテンツ創造支援
  - 7-3.コンテンツ保護
  - 7-4.コンテンツ関係法規 : 著作権法、著作権等管理事業法、プロバイダ責任制限法、ベルヌ条約、万国著作権条約、WIPO著作権条約、諸外国（米国、欧州、中国、韓国、インド等）の著作権関係法規、商標法、意匠法、電子商取引等に関する準則、金融商品取引法、所得税法、個人情報の保護に関する法律、連合国及び連合国民の著作権の特例に関する法律、映画の盗撮の防止に関する法律、WIPO実演・レコード条約、視聴覚的実演に関する北京条約、特許法、租税条約等の実施に伴う所得税法、法人税法及び地方税法の特例等に関する法律、消費者契約法、プログラムの著作物に係る登録の特例に関する法律、有限責任事業組合契約に関する法律、復興財源確保法、これらの関連法規（判例を含む）についての専門的な知識。

1級(ブランド専門業務)
- 1.リスクマネジメント
- 2.契約
- 3.エンフォースメント
- 4.資金調達
- 5.価値評価
- 6.関係法規
- 7.ブランド専門業務
  - 7-1.ブランド戦略
  - 7-2.情報・調査
  - 7-3.国内権利化
  - 7-4.外国権利化
  - 7-5.ブランド関係法規 : 民法（総則、担保権、債権）、民事訴訟法、不正競争防止法、独占禁止法、下請法、不当景品類及び不当表示防止法、関税法、ＴＲＩＰＳ協定、憲法、刑法、商法、会社法、民事執行法、民事保全法、これらの関連法規（判例を含む）についての専門的な知識。

2級(管理専門業務)
- 1.戦略
- 2.法務
- 3.リスクマネジメント
- 4.調査
- 5.ブランド保護
- 6.技術保護
- 7.コンテンツ保護
- 8.デザイン保護
- 9.契約
- 10.エンフォースメント
- 11.関係法規 : 民法（特に契約関係法規)、特許法、実用新案法、意匠法、商標法、不正競争防止法、独占禁止法、関税法、著作権法、種苗法、特定農林水産物等の名称の保護に関する法律、パリ条約、特許協力条約、ＴＲＩＰＳ協定、マドリッド協定議定書、ハーグ協定、ベルヌ条約、商標法に関するシンガポール条約、特許法条約、弁理士法、これらの関連法規についての基本的な知識。

3級(管理専門業務)
- 1.ブランド保護
- 2.技術保護
- 3.コンテンツ保護
- 4.デザイン保護
- 5.契約
- 6.エンフォースメント
- 7.関係法規 : 民法（特に契約関係法規)、特許法、実用新案法、意匠法、商標法、不正競争防止法、独占禁止法、関税法、著作権法、種苗法、特定農林水産物等の名称の保護に関する法律、パリ条約、特許協力条約、ＴＲＩＰＳ協定、マドリッド協定議定書、ハーグ協定、ベルヌ条約、商標法に関するシンガポール条約、特許法条約、弁理士法、これらの関連法規についての初歩的な知識。

### 実技試験

#### 出題形式
- 1級：筆記試験(記述式・5問）と口頭試問(技能検定委員との質疑応答)を合わせて約30分(満点の60%以上で合格)
- 2級：筆記試験(記述式・40問)60分　(満点の80%以上で合格)
- 3級：筆記試験(記述式・30問)45分　(満点の70%以上で合格)

#### 試験科目
1級(特許専門業務)
- 1.特許戦略
- 2.法務
- 3.リスクマネジメント
- 4.情報・調査
- 5.国内権利化
- 6.外国権利化
- 7.契約
- 8.エンフォースメント
- 9.資金調達
- 10.価値評価

1級(コンテンツ専門業務)
- 1.コンテンツ開発戦略
- 2.リスクマネジメント
- 3.コンテンツ創造支援
- 4.コンテンツ保護
- 5.契約
- 6.エンフォースメント
- 7.資金調達
- 8.価値評価

1級(ブランド専門業務)
- 1.ブランド戦略
- 2.リスクマネジメント
- 3.情報・調査
- 4.国内権利化
- 5.外国権利化
- 6.契約
- 7.エンフォースメント
- 8.資金調達
- 9.価値評価

2級(管理専門業務)
- 1.戦略
- 2.法務
- 3.リスクマネジメント
- 4.調査
- 5.ブランド保護
- 6.技術保護
- 7.コンテンツ保護
- 8.デザイン保護
- 9.契約
- 10.エンフォースメント

3級(管理専門業務)
- 1.ブランド保護
- 2.技術保護
- 3.コンテンツ保護
- 4.デザイン保護
- 5.契約
- 6.エンフォースメント

## 取得後の称号
技能検定の合格者は合格証書が交付され、技能士を称することができ、名刺等への記載が可能となる。なお、資格を表示する場合は、「等級」「正式職種名」「技能士」の順で表示することとされており、「1級知的財産管理技能士」、「2級知的財産管理技能士」、「3級知的財産管理技能士」のように等級を明示する必要がある。等級の非表示、等級表示位置の誤り、正式職種名の省略表示などは不可である。

## 知的財産管理技能検定委員
知的財産管理職種技能検定における試験科目およびその範囲の設定、改定、学科試験および実技試験の審査、採点等を職務として行う者を知的財産管理技能検定委員(正式名称は知的財産管理職種指定試験機関技能検定委員)といい、知的財産管理について専門的な技能、技術又は学識経験を有する者のうちから指定試験機関である知的財産教育協会により選任される。
2014年5月現在、知的財産管理技能検定委員は知的財産関係省庁・団体・大学教授や弁理士、弁護士、1級知的財産管理技能士などで構成されている。

## 過去の実施状況
試験は全国各地で3月上旬頃、7月下旬頃、11月下旬頃の年3回行われ、各級の最終合格率は平均、1級：7%、2級：27%、3級：72%ほどで推移している
。
第30回(2018年7月実施)
- 1級(特許)　：学科・実技試験の実施なし
- 1級(ｺﾝﾃﾝﾂ) ：学科のみ　(申込者数 195人・合格者数　18人)
- 1級(ﾌﾞﾗﾝﾄﾞ)：実技のみ　(申込者数 30人・合格者数 11人)
- 2級：学科 (申込者数 1773人・合格者数 873人)、実技 (申込者数 1488人・合格者数 707人)
- 3級：学科 (申込者数 3268人・合格者数 2060人)、実技 (申込者数 3039人・合格者数 1862人)

第29回(2018年3月実施)
- 1級(特許) ：実技のみ　(申込者数 62人・合格者数 56人)
- 1級(ｺﾝﾃﾝﾂ)：学科・実技試験の実施なし
- 1級(ﾌﾞﾗﾝﾄﾞ)　：学科のみ　(申込者数 152人・合格者数　12人)
- 2級：学科 (申込者数 2297人・合格者数 846人)、実技 (申込者数 2134人・合格者数 1129人)
- 3級：学科 (申込者数 3094人・合格者数 1663人)、実技 (申込者数 3109人・合格者数 2159人)

第28回(2017年11月実施)
- 1級(特許)　：学科のみ　(申込者数 607人・合格者数　33人)
- 1級(ｺﾝﾃﾝﾂ) ：実技のみ　(申込者数 36人・合格者数 30人)
- 1級(ﾌﾞﾗﾝﾄﾞ)：学科・実技試験の実施なし
- 2級：学科 (申込者数 2025人・合格者数 745人)、実技 (申込者数 2037人・合格者数 987人)
- 3級：学科 (申込者数 3106人・合格者数 2035人)、実技 (申込者数 2990人・合格者数 1824人)

第27回(2017年7月実施)
- 1級(特許)　：学科・実技試験の実施なし
- 1級(ｺﾝﾃﾝﾂ) ：学科のみ　(申込者数 193人・合格者数　22人)
- 1級(ﾌﾞﾗﾝﾄﾞ)：実技のみ　(申込者数 34人・合格者数 31人)
- 2級：学科 (申込者数 1680人・合格者数 794人)、実技 (申込者数 1883人・合格者数 1046人)
- 3級：学科 (申込者数 3125人・合格者数 2085人)、実技 (申込者数 3058人・合格者数 2175人)

第26回(2017年3月実施)
- 1級(特許) ：実技のみ　(申込者数 97人・合格者数 71人)
- 1級(ｺﾝﾃﾝﾂ)：学科・実技試験の実施なし
- 1級(ﾌﾞﾗﾝﾄﾞ)　：学科のみ　(申込者数 153人・合格者数　11人)
- 2級：学科 (申込者数 1900人・合格者数 909人)、実技 (申込者数 1990人・合格者数 641人)
- 3級：学科 (申込者数 3046人・合格者数 1942人)、実技 (申込者数 3243人・合格者数 2311人)

第25回(2016年11月実施)
- 1級(特許)　：学科のみ　(申込者数 698人・合格者数　75人)
- 1級(ｺﾝﾃﾝﾂ) ：実技のみ　(申込者数 40人・合格者数 35人)
- 1級(ﾌﾞﾗﾝﾄﾞ)：学科・実技試験の実施なし
- 2級：学科 (申込者数 2147人・合格者数 1204人)、実技 (申込者数 1920人・合格者数 803人)
- 3級：学科 (申込者数 3304人・合格者数 2261人)、実技 (申込者数 3354人・合格者数 1856人)

第24回(2016年7月実施)
- 1級(特許)　：学科・実技試験の実施なし
- 1級(ｺﾝﾃﾝﾂ) ：学科のみ　(申込者数 255人・合格者数　28人)
- 1級(ﾌﾞﾗﾝﾄﾞ)：実技のみ　(申込者数 44人・合格者数 38人)
- 2級：学科 (申込者数 1990人・合格者数 970人)、実技 (申込者数 1784人・合格者数 1019人)
- 3級：学科 (申込者数 3359人・合格者数 2219人)、実技 (申込者数 3200人・合格者数 1914人)

第23回(2016年3月実施)
- 1級(特許) ：実技のみ　(申込者数 89人・合格者数 72人)
- 1級(ｺﾝﾃﾝﾂ)：学科・実技試験の実施なし
- 1級(ﾌﾞﾗﾝﾄﾞ)　：学科のみ　(申込者数 209人・合格者数　13人)
- 2級：学科 (申込者数 2184人・合格者数 799人)、実技 (申込者数 2107人・合格者数 1080人)
- 3級：学科 (申込者数 3446人・合格者数 2151人)、実技 (申込者数 3157人・合格者数 2052人)

第22回(2015年11月実施)
- 1級(特許)　：学科のみ　(申込者数 623人・合格者数　58人)
- 1級(ｺﾝﾃﾝﾂ) ：実技のみ　(申込者数 45人・合格者数 35人)
- 1級(ﾌﾞﾗﾝﾄﾞ)：学科・実技試験の実施なし
- 2級：学科 (申込者数 2291人・合格者数 1309人)、実技 (申込者数 2297人・合格者数 1400人)
- 3級：学科 (申込者数 2961人・合格者数 1721人)、実技 (申込者数 2833人・合格者数 1960人)

第21回(2015年7月実施)
- 1級(特許)　：学科・実技試験の実施なし
- 1級(ｺﾝﾃﾝﾂ) ：学科のみ　(申込者数 243人・合格者数　29人)
- 1級(ﾌﾞﾗﾝﾄﾞ)：実技のみ　(申込者数 52人・合格者数 23人)
- 2級：学科 (申込者数 2087人・合格者数 983人)、実技 (申込者数 1817人・合格者数 715人)
- 3級：学科 (申込者数 3493人・合格者数 2548人)、実技 (申込者数 3280人・合格者数 2553人)

第20回(2015年3月実施)
- 1級(特許) ：実技のみ　(申込者数 76人・合格者数 47人)
- 1級(ｺﾝﾃﾝﾂ)：学科・実技試験の実施なし
- 1級(ﾌﾞﾗﾝﾄﾞ)　：学科のみ　(申込者数 205人・合格者数　21人)
- 2級：学科 (申込者数 1988人・合格者数 718人)、実技 (申込者数 1726人・合格者数 763人)
- 3級：学科 (申込者数 2689人・合格者数 1430人)、実技 (申込者数 2860人・合格者数 2039人)

第19回(2014年11月実施)
- 1級(特許)　：学科のみ　(申込者数 561人・合格者数　49人)
- 1級(ｺﾝﾃﾝﾂ) ：実技のみ　(申込者数 83人・合格者数 69人)
- 1級(ﾌﾞﾗﾝﾄﾞ)：学科・実技試験の実施なし
- 2級：学科 (申込者数 2033人・合格者数 749人)、実技 (申込者数 1817人・合格者数 819人)
- 3級：学科 (申込者数 3384人・合格者数 2045人)、実技 (申込者数 3175人・合格者数 1522人)

第18回(2014年7月実施)
- 1級(特許)　：学科・実技試験の実施なし
- 1級(ｺﾝﾃﾝﾂ) ：学科のみ (申込者数　271人・合格者数　41人)
- 1級(ﾌﾞﾗﾝﾄﾞ)：実技のみ (申込者数 94人・合格者数 89人)
- 2級：学科 (申込者数 1900人・合格者数 799人)、実技 (申込者数 1520人・合格者数 589人)
- 3級：学科 (申込者数 3006人・合格者数 1647人)、実技 (申込者数 2937人・合格者数 1823人)

第17回(2014年3月実施)
- 1級(特許)　：実技のみ (申込者数 114人・合格者数 92人)
- 1級(ｺﾝﾃﾝﾂ) ：学科・実技試験の実施なし
- 1級(ﾌﾞﾗﾝﾄﾞ)：学科のみ (申込者数 263人・合格者数 52人)
- 2級：学科 (申込者数 2225人・合格者数 624人)、実技 (申込者数  1632人・合格者数 490人)
- 3級：学科 (申込者数 2664人・合格者数 1191人)、実技 (申込者数 2623人・合格者数 1218人)

第16回(2013年11月実施)
- 1級(特許)  ：学科のみ (申込者数 586人・合格者数 111人)
- 1級(ｺﾝﾃﾝﾂ) ：実技のみ (申込者数 35人・合格者数 26人
- 2級：学科 (申込者数 2038人・合格者数 446人)、実技 (申込者数  1700人・合格者数 914人)
- 3級：学科 (申込者数 3207人・合格者数 1989人)、実技 (申込者数 2887人・合格者数 1530人)

第15回(2013年7月実施)
- 1級(特許) ：学科・実技試験の実施なし
- 1級(ｺﾝﾃﾝﾂ)：学科のみ (受検者数 270人・合格者数 33人)
- 2級：学科 (受検者数 1984人・合格者数 731人)、実技 (受検者数 1651人・合格者数 796人)
- 3級：学科 (受検者数 3433人・合格者数 1842人)、実技 (受検者数 3123人・合格者数 1994人)

第14回(2013年3月実施)
- 1級(特許) ：実技のみ (受検者数 45人・合格者数 44人)
- 1級(ｺﾝﾃﾝﾂ)：学科・実技試験の実施なし
- 2級：学科 (受検者数 2494人・合格者数 1200人)、実技 (受検者数 1772人・合格者数 882人)
- 3級：学科 (受検者数 3363人・合格者数 1665人)、実技 (受検者数 3014人・合格者数 1796人)

第13回(2012年11月実施)
- 1級(特許) ：学科のみ (受検者数 411人・合格者数 35人)
- 1級(ｺﾝﾃﾝﾂ)：実技のみ (受検者数 64人・合格者数 59人)
- 2級：学科 (受検者数 2324人・合格者数 478人)、実技 (受検者数  1808人・合格者数 802人)
- 3級：学科 (受検者数 3106人・合格者数 1297人)、実技 (受検者数 2875人・合格者数 1592人)

第12回(2012年7月実施)
- 1級(特許) ：実技のみ (受検者数 89人・合格者数 89人)
- 1級(ｺﾝﾃﾝﾂ)：学科のみ (受検者数 169人・合格者数 34人)
- 2級：学科 (受検者数 2366人・合格者数 667人)、実技 (受検者数  2033人・合格者数 931人)
- 3級：学科 (受検者数 3321人・合格者数 1864人)、実技 (受検者数 3352人・合格者数 2295人)

第11回(2012年3月実施)
- 1級(特許) ：学科・実技試験の実施なし
- 1級(ｺﾝﾃﾝﾂ)：学科・実技試験の実施なし
- 2級：学科 (受検者数 2589人・合格者数 603人)、実技 (受検者数 2036人・合格者数 378人)
- 3級：学科 (受検者数 2482人・合格者数 1413人)、実技 (受検者数 2449人・合格者数 1265人)

第10回(2011年11月実施)
- 1級(特許) ：学科のみ (受検者数 373人・合格者数 56人)
- 1級(ｺﾝﾃﾝﾂ)：学科 (受検者数 130人・合格者数 19人)、実技 (受検者数 27人・合格者数 26人)
- 2級：学科 (受検者数 2683人・合格者数 474人)、実技 (受検者数 2483人・合格者数 1121人)
- 3級：学科 (受検者数 3275人・合格者数 3071人)、実技 (受検者数 2508人・合格者数 2300人)

第9回(2011年7月実施)
- 1級(特許) ：学科 (受検者数 362人・合格者数 31人)、実技 (受検者数 67人・合格者数 55人)
- 1級(ｺﾝﾃﾝﾂ)：学科のみ (受検者数 160人・合格者数 11人)
- 2級：学科 (受検者数 2718人・合格者数 872人)、実技 (受検者数 2389人・合格者数 716人)
- 3級：学科 (受検者数 3118人・合格者数 2036人)、実技 (受検者数 3033人・合格者数 2256人)

第8回(2011年3月実施)
- 1級(特許) ：学科・実技試験の実施なし
- 1級(ｺﾝﾃﾝﾂ)：実技のみ (受検者数 36人・合格者数 24人)
- 2級：学科 (受検者数 2391人・合格者数 457人)、実技 (受検者数 2120人・合格者数 562人)
- 3級：学科 (受検者数 2637人・合格者数 1480人)、実技 (受検者数 2620人・合格者数 1613人)

第7回(2010年11月実施)
- 1級(特許) ：学科のみ (受検者数 366人・合格者数 21人)
- 1級(ｺﾝﾃﾝﾂ)：学科のみ (受検者数 240人・合格者数 16人)
- 2級：学科 (受検者数 2817人・合格者数 477人)、実技 (受検者数 2851人・合格者数 933人)
- 3級：学科 (受検者数 3986人・合格者数 3164人)、実技 (受検者数 3859人・合格者数 3040人)

第6回(2010年6月実施)
- 1級(特許)：学科 (受検者数 370人・合格者数 51人)、実技 (受検者数 48人・合格者数 48人)
- 2級：学科 (受検者数 2473人・合格者数 672人)、実技 (受検者数 2450人・合格者数 552人)
- 3級：学科 (受検者数 3945人・合格者数 2710人)、実技 (受検者数 3823人・合格者数 2666人)

第5回(2009年11月実施)
- 1級(特許)：学科のみ (受検者数 362人・合格者数 24人)
- 2級：学科 (受検者数 2236人・合格者数 380人)、実技 (受検者数 2691人・合格者数 929人)
- 3級：学科 (受検者数 3503人・合格者数 2416人)、実技 (受検者数 3476人・合格者数 2700人)

第4回(2009年7月実施)
- 1級(特許)：学科 (受検者数 332人・合格者数 26人)、実技 (受検者数 50人・合格者数 49人)
- 2級：学科 (受検者数 2958人・合格者数 1107人)、実技 (受検者数 3163人・合格者数 507人)
- 3級：学科 (受検者数 4576人・合格者数 3328人)、実技 (受検者数 4474人・合格者数 2928人)

第3回(2009年3月実施)
- 1級(特許)：学科のみ (受検者数 378人・合格者数 30人)
- 2級：学科 (受検者数 1891人・合格者数 393人)、実技 (受検者数 2008人・合格者数 281人)
- 3級：学科 (受検者数 4480人・合格者数 3115人)、実技 (受検者数 4475人・合格者数 3315人)

第2回(2008年11月実施)
- 1級(特許)：学科 (受検者数 283人・合格者数 19人)、実技 (受検者数 14人・合格者数 14人)
- 2級：学科 (受検者数 1468人・合格者数 433人)、実技 (受検者数 1470人・合格者数 210人)
- 3級：学科 (受検者数 2139人・合格者数 1597人)、実技 (受検者数 2159人・合格者数 1561人)

第1回(2008年7月実施)
- 1級(特許)：学科のみ (受検者数 260人・合格者数 15人)
- 2級：学科 (受検者数 602人・合格者数 282人)、実技 (受検者数 593人・合格者数 255人)
- 3級：学科 (受検者数 2272人・合格者数 1961人)、実技 (受検者数 2226人・合格者数 1869人)